# (32602) 2001 QE185
2001 QE185 (asteroide 32602) é um asteroide da cintura principal. Possui uma excentricidade de 0.06150200 e uma inclinação de 9.74909º.
Este asteroide foi descoberto no dia 21 de agosto de 2001 por LINEAR em Socorro.